# Marilyn Diptych
Marilyn Diptych je obraz, který roku 1962 vytvořil americký pop-artový umělec Andy Warhol. Dílo o rozměrech 205,44 cm × 289,56 cm vzniklo technikou sítotisku na plátně a malbou akrylovými barvami. Vlastní je londýnská galerie Tate Gallery.
Obraz znázorňuje v mnohonásobném opakování tvář slavné herečky Marilyn Monroeové, která zemřela v srpnu 1962 na předávkování barbituráty. V levé části jsou obličeje barevné, což podle některých interpretací vyjadřuje život a slávu této hvězdy, zatímco v pravé polovině obrazu se černobílé tváře postupně vytrácejí v odkazu na její smrt.